# Jesenské lúky
Jesenské lúky este o arie protejată (arie specială de conservare — SAC, sit de importanță comunitară — SCI) din Slovacia întinsă pe o suprafață de 6,01 ha, integral pe uscat.

## Localizare
Centrul sitului Jesenské lúky este situat la coordonatele 48°09′34″N 18°25′04″E / 48.159429°N 18.417687°E.

## Înființare
Situl Jesenské lúky a fost declarat sit de importanță comunitară în decembrie 2021.

## Biodiversitate
Situată în ecoregiunea panonică, aria protejată conține 1 habitat natural: Fânețe de joasă altitudine (Alopecurus pratensis, Sanguisorba officinalis).
La baza desemnării sitului se află un număr nedeclarat de specii protejate.
Pe lângă speciile protejate, pe teritoriul sitului au mai fost identificate 1 specie de plante.